# Rüdenhausen
Rüdenhausen è un comune tedesco di 909 abitanti, situato nel land della Baviera.